# Transacción electrónica segura
Transacción electrónica segura o SET (del inglés, Secure Electronic Transaction) es un protocolo estándar para proporcionar seguridad a una transacción con tarjeta de Identificación en redes de computadoras inseguras, en especial Internet.
SET surge de una solicitud de estándar de seguridad por VISA y MasterCard en diciembre de 1996 y la especificación inicial involucró a un amplio rango de Empresas, tales como GTE, IBM, Microsoft, Netscape, RSA y VeriSign.
SET utiliza técnicas criptográficas tales como certificados digitales y criptografía de clave pública para permitir a las entidades llevar a cabo una autenticación entre sí y además intercambiar información de manera segura.
SET fue muy Editado a finales de la década de 1990 como el estándar de facto para el uso de tarjetas de crédito. Sin embargo, no logró el éxito anunciado, debido a la necesidad de instalar software cliente (por ejemplo, una eWallet), y el costo y la complejidad de los vendedores para ofrecer soporte.
A partir del año 2000, las compañías de tarjetas de crédito comenzaron a promocionar un nuevo estándar para reemplazar SET, denominado 3-D Secure.
Por otro lado las implementaciones actuales de e-commerce que solo utilizan el protocolo SSL presentan un bajo costo y simplicidad en su implementación sin ofrecer la misma calidad de servicios criptográficos que las nuevas alternativas.

## Requerimientos del negocio
El Libro 1 de la especificación de SET enlista los siguientes requerimientos de negocio para procesamiento de pago seguro con tarjeta de crédito a través de Internet y otras redes:
- Proveer confidencialidad de pago e información de órdenes de compra
- Asegurar la integridad de la totalidad de los datos que se transmiten
- Proveer autenticación de que el portador de una tarjeta es un usuario legítimo de una cuenta de tarjeta de crédito
- Proveer autenticación de que el comerciante puede aceptar transacciones con tarjetas de crédito a través de su relación con una institución financiera
- Asegurar el uso de las mejores prácticas de seguridad y de técnicas de diseño de sistemas para proteger los involucrados legítimos en la transacción de comercio electrónico
- Crear un protocolo que no dependa de mecanismos de seguridad de transporte ni que prevenga su uso
- Facilitar y promover la interoperabilidad entre proveedores de software y redes

## Funcionamiento
Hay que tener en cuenta que el protocolo SET opera a nivel de aplicación y para comercio electrónico.
Pasos:
1. Intercambios de certificados de vendedor y de pasarela de pago.
2. El servidor responde con su certificado de vendedor que se emplea en la firma y el certificado de pasarela para la transacción.
3. En la petición de compra, el cliente proporciona la información del pedido, y adjunta la firma del titular. El titular ha creado un doble mensaje, uno para el vendedor con la información del pedido y otro para la entidad bancaria con la información del pago. El banco actúa de intermediario para autorizar el pago entre el cliente y el vendedor.
4. El proceso termina con una confirmación firmada con el certificado del vendedor.